# Acacia lucasii
Acacia lucasii är en ärtväxtart som beskrevs av Blakeley. Acacia lucasii ingår i släktet akacior, och familjen ärtväxter. Inga underarter finns listade i Catalogue of Life.